# Erdélyi Pupa Balázs
Erdélyi Pupa Balázs, született Erdélyi Balázs (Debrecen, 1972. június 11.–). Gasztronómus, díjazott úti- és horgászfilmrendező, -szereplő.

## Rendezései
Számtalan kisfilmben főszereplő és rendező egyben (több , mint évi 15 produkció), a Légy Ott Archiválva 2017. december 5-i dátummal a Wayback Machine-ben magazinműsor állandó szerkesztője és a Travel With Pupa Archiválva 2017. december 5-i dátummal a Wayback Machine-ben úti filmek rendezője, mindezek mellett számos televíziós produkció alkotója.

## Díjai
- Nemzetközi Természetfilm Fesztivál, Gödöllő – 2015: „Vadászat, halászat/horgászat” kategória, 3. hely[1][2]
- Nemzetközi Természetfilm Fesztivál Gödöllő – 2016: „Fishing/angling films” kategória 2. hely[3][4]